# Altyn-Emel-Nationalpark
Der Altyn-Emel-Nationalpark (kasachisch Алтынемел мемлекеттік ұлттық табиғи паркі; russisch Алтын-Эмель национальный парк) ist ein Nationalpark in Kasachstan.

## Landschaft

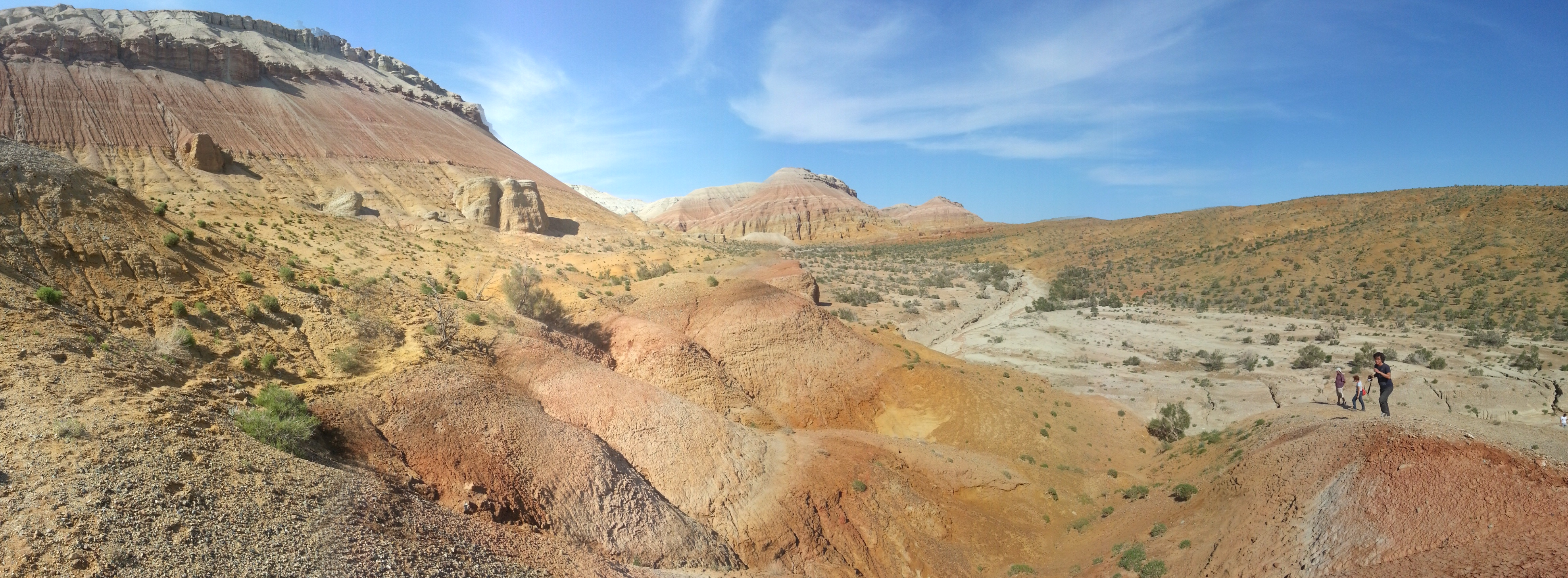
Im Altyn-Emel-Nationalpark

Der Park liegt im Südosten von Kasachstan und schützt 4596 Quadratkilometer vorwiegend trockenes und bergiges Land. Etwa 20 Quadratkilometer der Parkfläche sind von Flusswäldern bedeckt, die besonders wertvolle Lebensräume darstellen. Wüsten machen rund 45 %, Felsgebiete etwa 30 % der Landfläche aus, Grasland und Wälder jeweils etwa 10 %. Die restlichen 5 % sind von Buschland bedeckt. Der Nationalpark umschließt die südwestlichen Ausläufer des Dsungarischen Alatau und reicht im Süden bis an den Qapschaghai-Stausee sowie oberhalb davon gelegene Bereiche des Flusses Ili. Unweit des Altyn-Emel-Nationalparks auf der gegenüber liegenden Seite des Ili liegt der Scharyn-Nationalpark mit seinen beeindruckenden Felsformationen.

## Tierwelt
Der Park beherbergt 70 Säugetierarten, darunter den sibirischen Steinbock, die Kropfgazelle (Gazella subgutturoza), das Argali (Ovis ammon) und den Turkmenischen Halbesel (Equus hemionus kulan). Die Halbesel stammen von 32 Stuten und vier Hengsten ab, die nach der Ausrottung der Art wiederangesiedelt wurden. Mittlerweile leben über 2000 dieser Einhufer im Park.
Im Jahr 2003 wurden acht Przewalski-Urwildpferde in das Reservat gebracht. Ihr Bestand schrumpfte auf fünf Tiere und musste durch Zufütterungen gestützt werden. Im Jahr 2008 wurden weitere vier Pferde ins Reservat gebracht. Mittlerweile pflanzen sich die Tiere erfolgreich fort.
Im Jahr 2007 wurden Bucharahirsche in den Flusswäldern des Ili innerhalb des Nationalparks eingeführt. Zwar lebten die seltenen Hirsche bereits am Südufer des Kaptschagai-Stausees in der Karatchingil State game area, doch war eine natürliche Ausbreitung von dort aus in den Nationalpark unmöglich. Der Nationalpark gilt als gut geschützt, Wilderei und illegale Holznutzung sind relativ selten, weshalb die Chancen für eine erfolgreiche Ansiedlung als hoch betrachtet werden. Der sibirische Steinbock wird im Park gejagt und geschossen. Er gilt als angesehene Jagdtrophäe.

## Tourismus
Die Nationalparkverwaltung liegt im kleinen Dorf Baschi, nördlich im Park. Sie bietet geführte Touren zu den Singenden Dünen, den Aktau- und Katutau-Bergen und anderen Sehenswürdigkeiten des Nationalparks an. Im Altyn-Emel-Nationalpark selbst gibt es mehrere Übernachtungsmöglichkeiten in allen Preisklassen. Freies Zelten ist erlaubt, aber nur in Begleitung eines Guides.
Im Nationalpark gibt es keine asphaltierten Straßen und die Anfahrtswege zu den touristischen Attraktionen sind mehrere Kilometer lang (Aktau/Katutau ca. 75 km ab Baschi, Singende Düne ca. 50 km ab Baschi).
Der Altyn-Emel-Nationalpark bietet unter anderem folgende Sehenswürdigkeiten:
- Singende Dünen
- Aktau (dt. „Weiße Berge“)
- Katutau (dt. „Rote Berge“)
- 700 Jahre alter Baum
- Kochstelle von Dschingis Khan
- Petroglyphe in Terekty
- Hügelgräber